# Les Mots écrits de New Bell
Les Mots écrits de New Bell est un ensemble de six installations murales réalisées par Hervé Yamguen et situées à Douala au Cameroun.

## L'œuvre
Les Mots écrits de New Bell est un ensemble de six installations murales par Hervé Yamguen. Ce projet fait partie des «projets liquides», un programme de SUD2010 qui a financé la production d'œuvres d'art permanentes dédié au thème de l'eau) dans les quartiers de résidence de quatre artistes locaux. Dans New Bell, Yamguen a travaillé en collaboration avec deux rappeurs locaux, Picsou et Moctomoflar, les engageant dans l'enregistrement (et la production) d'un album de quatre chansons sur l'eau. Au cours du processus de production, l'artiste a également invité les jeunes et les habitants a participer au projet à travers des spectacles de nuit et des réunions. Des paroles des rappeurs, Yamguen a extrait des fragments de texte, pour les reproduire sur six façades de quartier de Ngangue qui ont été spontanément offertes par la population locale.
Les Mots écrits de New Bell ont été produits avec différents matériaux: néons, mosaïques de carrelage, miroirs, barres de fer, et peinture. Les fragments de texte sélectionnés par Yamguen illustrent clairement la réalité de la misère et l'espoir des habitants de New Bell.
Les textes reproduits sont:
1. Après le temps mort vient le temps vif comme un coup de foudre. Ne pleure pas maman, tous les yeux de la ville pleuvent sur moi. Tranquille papa on ne panique pas;
2. La vie saine, la joie de se sentir bien, l’envie de vivre de bonheur;
3. Se sentir bien;
4. La nuit le bonheur c’est dans les moustiquaires;
5. Wash ma life, Lave mon âme; Wash mes ways, Lave mon kwatt;
6. Dans les eaux sales du quartier, dans ma ruelle, ma jeunesse rebelle.

Toutefois, deux de ces installations ont été enlevées:
- la première - Wash ma life, Lave mon âme, Wash mes ways, Lave mon kwatt - pour cause de dégradations dues à son emplacement sur la façade d'un laveur de voiture;
- la seconde - Dans les eaux sales du quartier, dans ma ruelle, ma jeunesse rebelle - a été vandalisée par le propriétaire de la façade en raison de discussions difficiles avec le rappeur qui a écrit ses mots.

L'inauguration de l'œuvre a eu lieu au Salon urbain de Douala 2010.

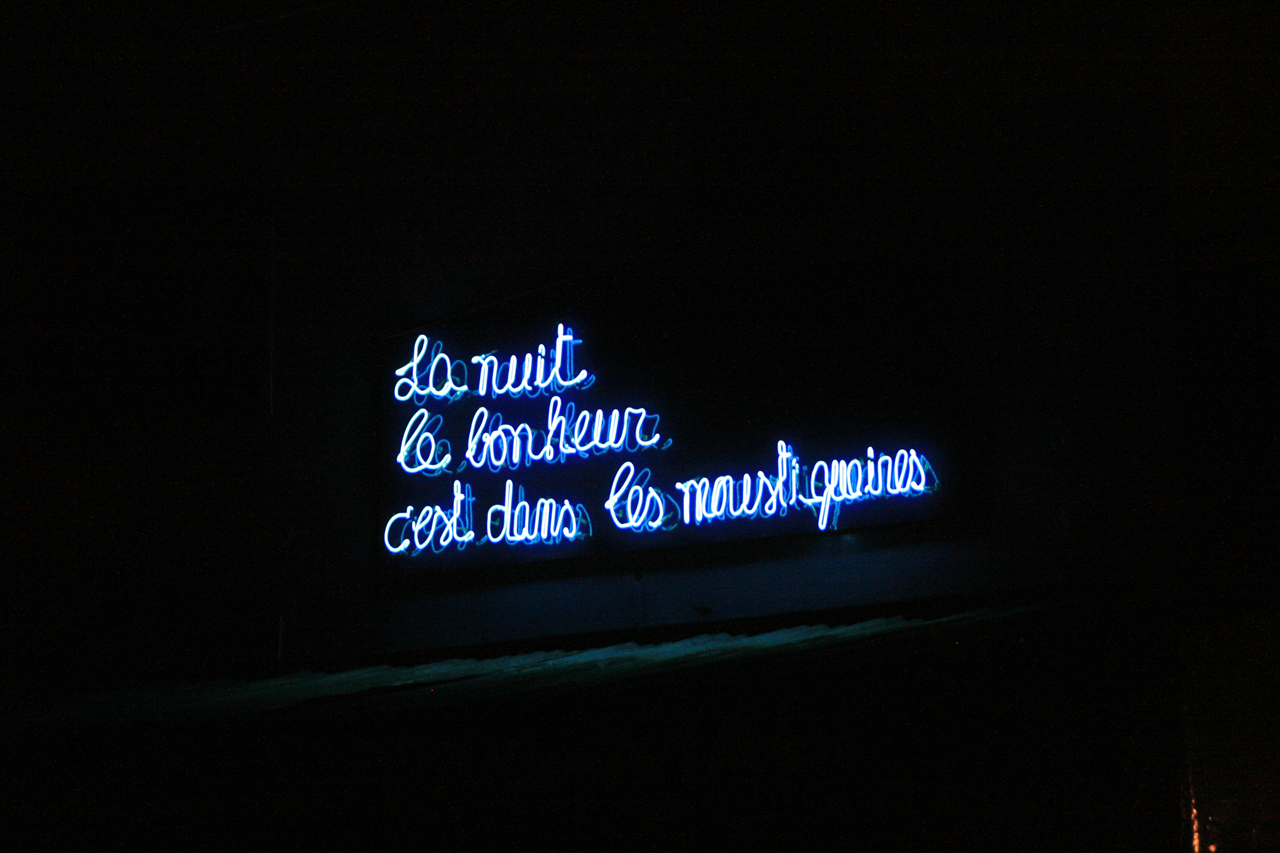
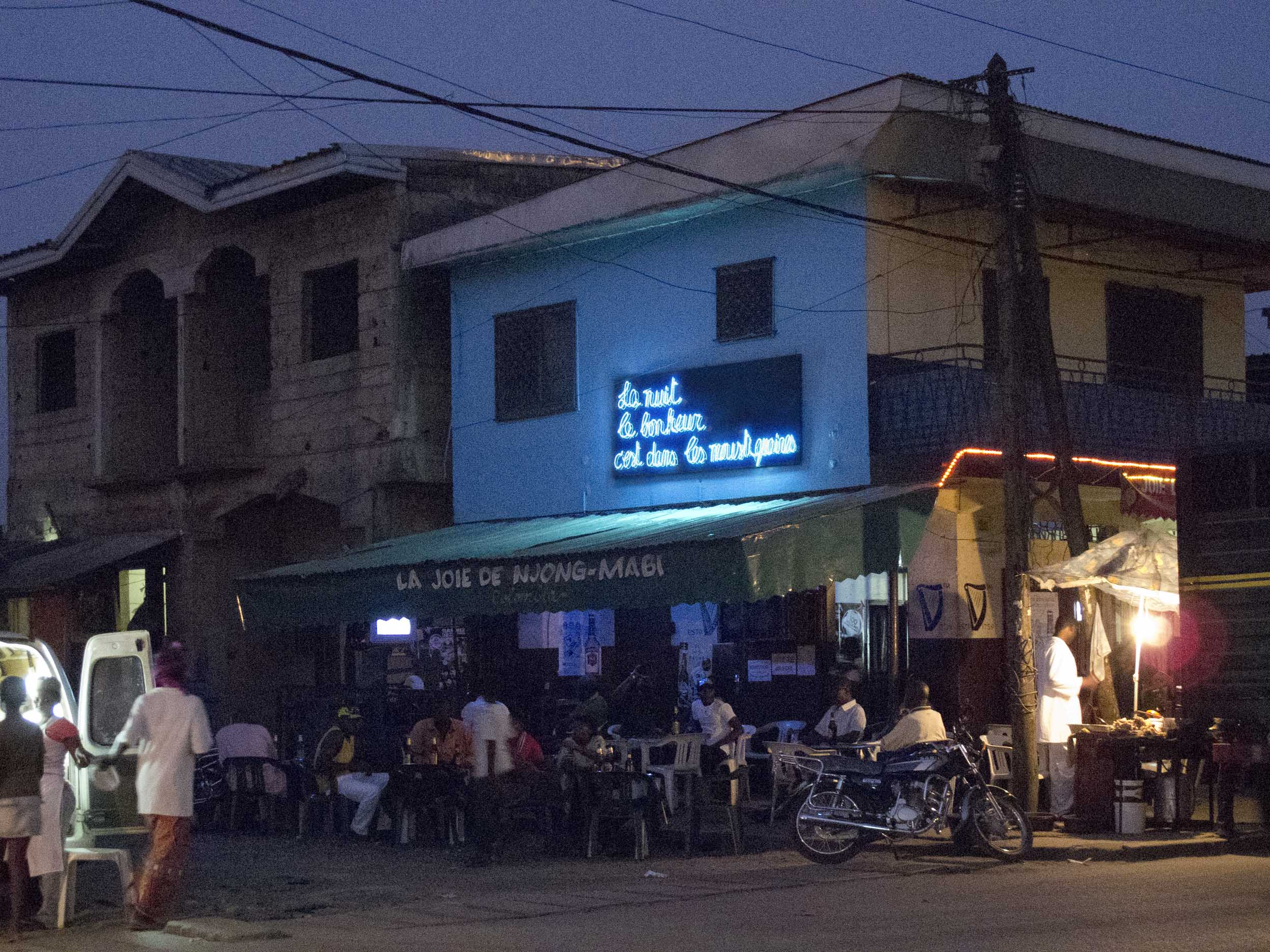
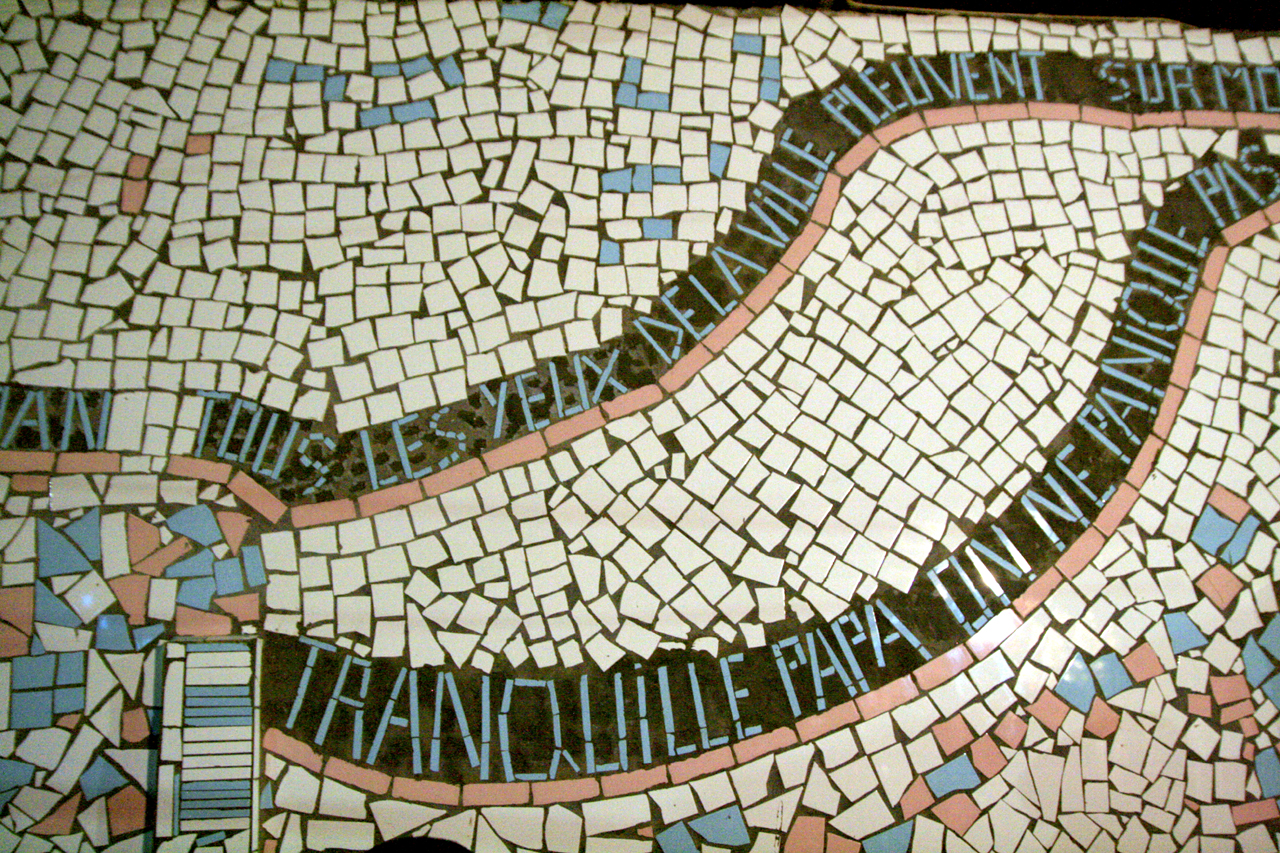
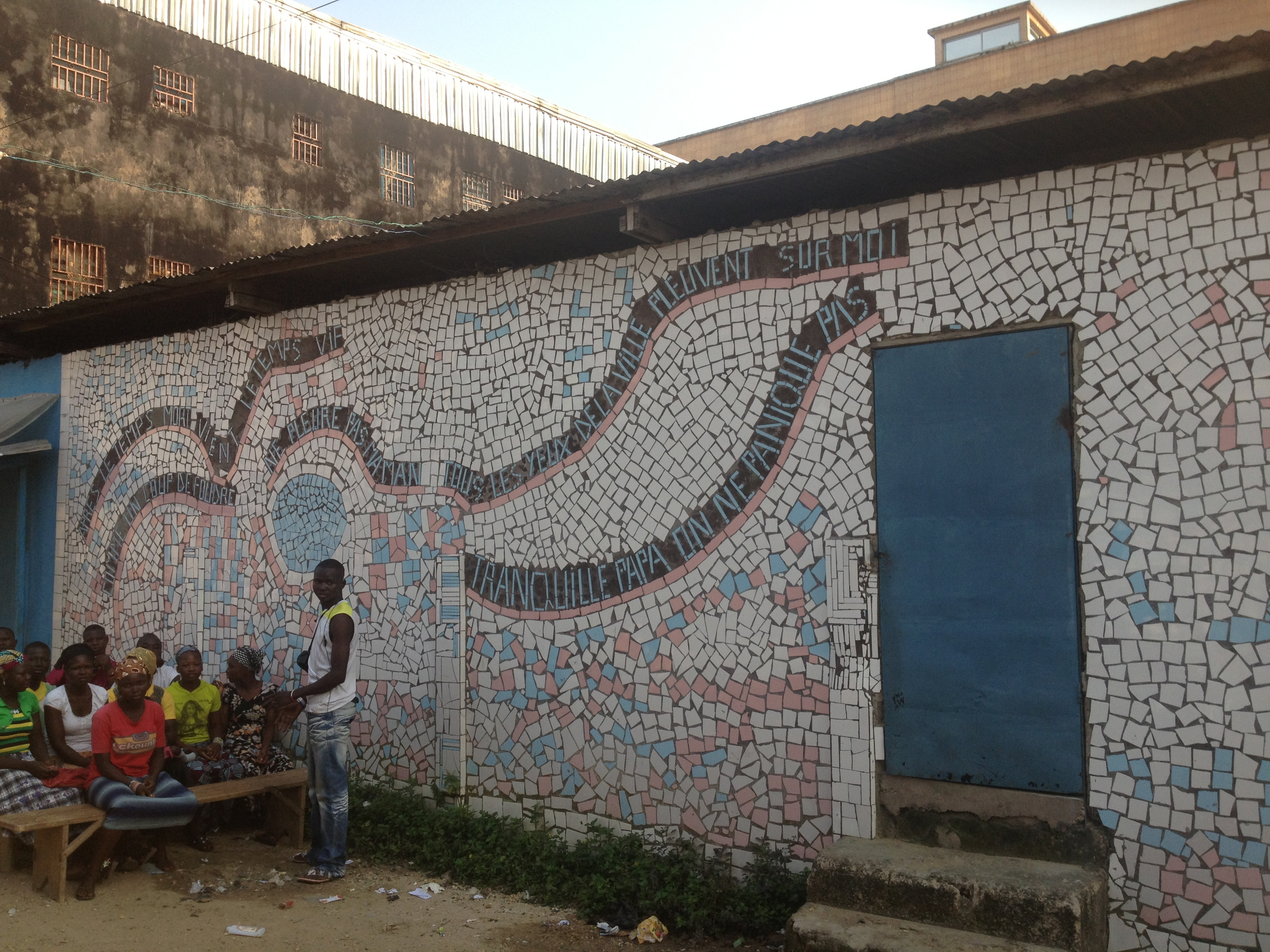
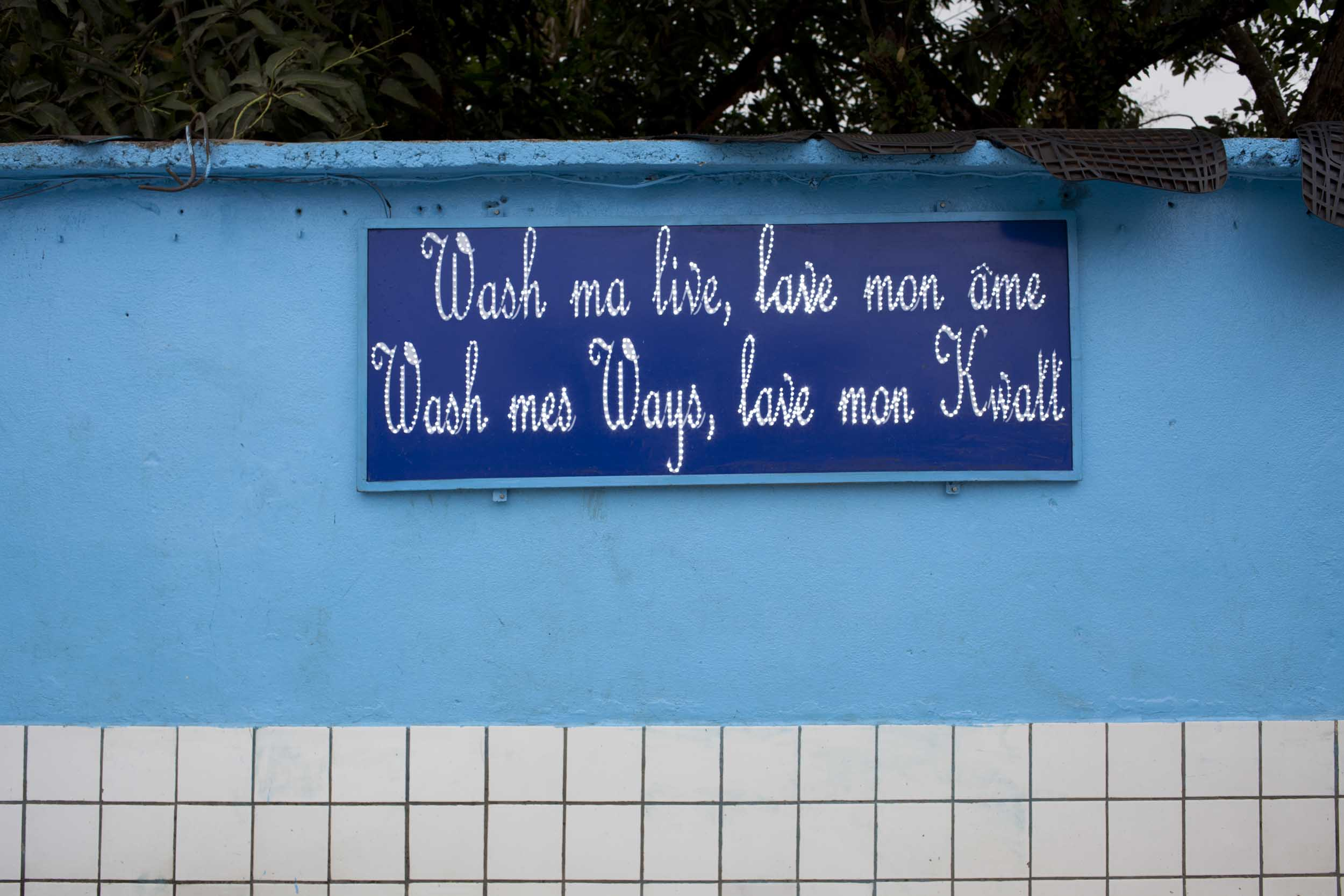
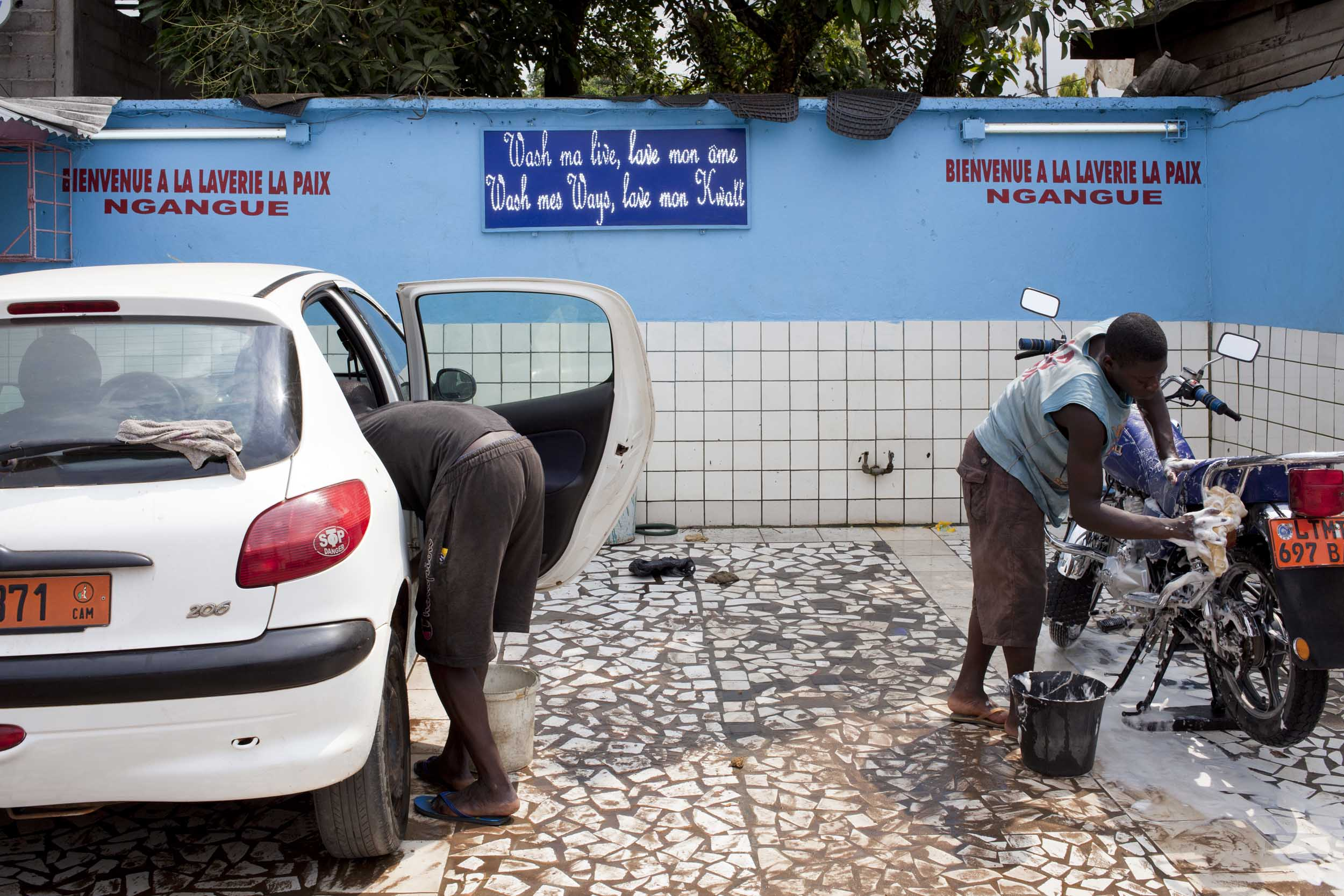
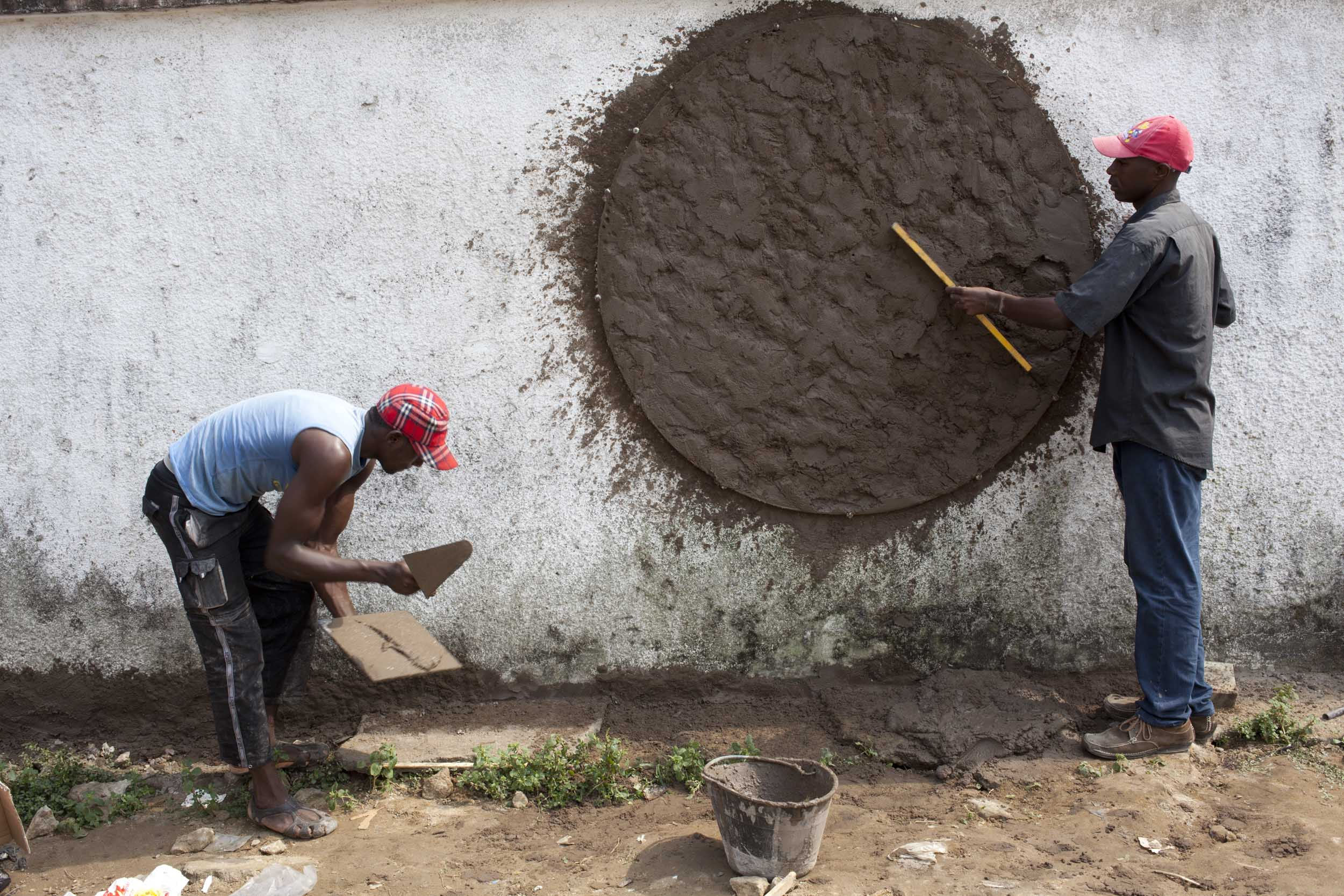
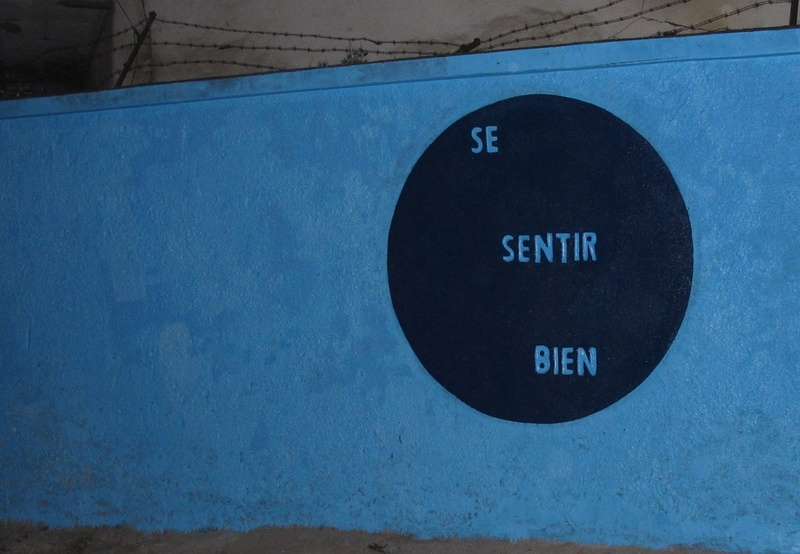
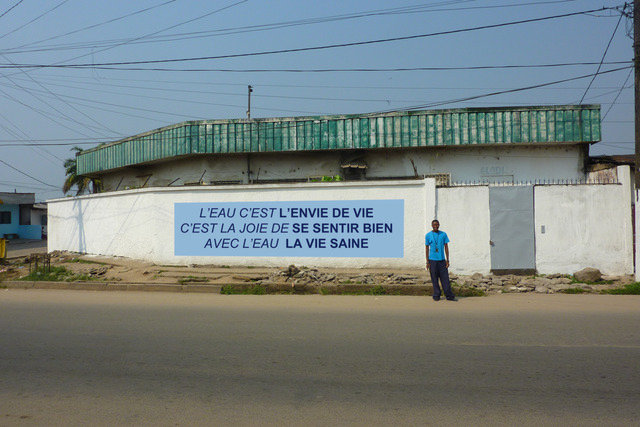
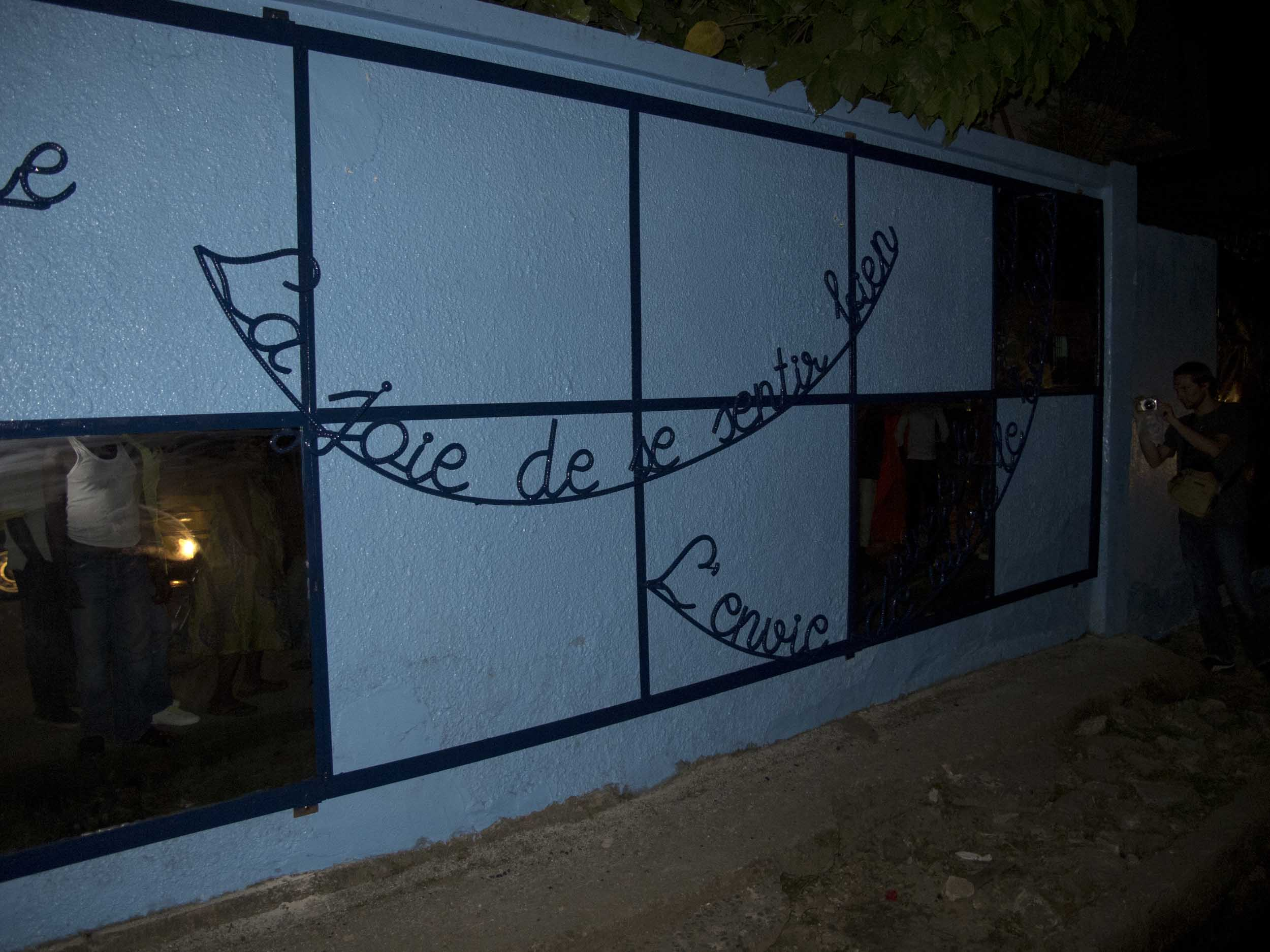
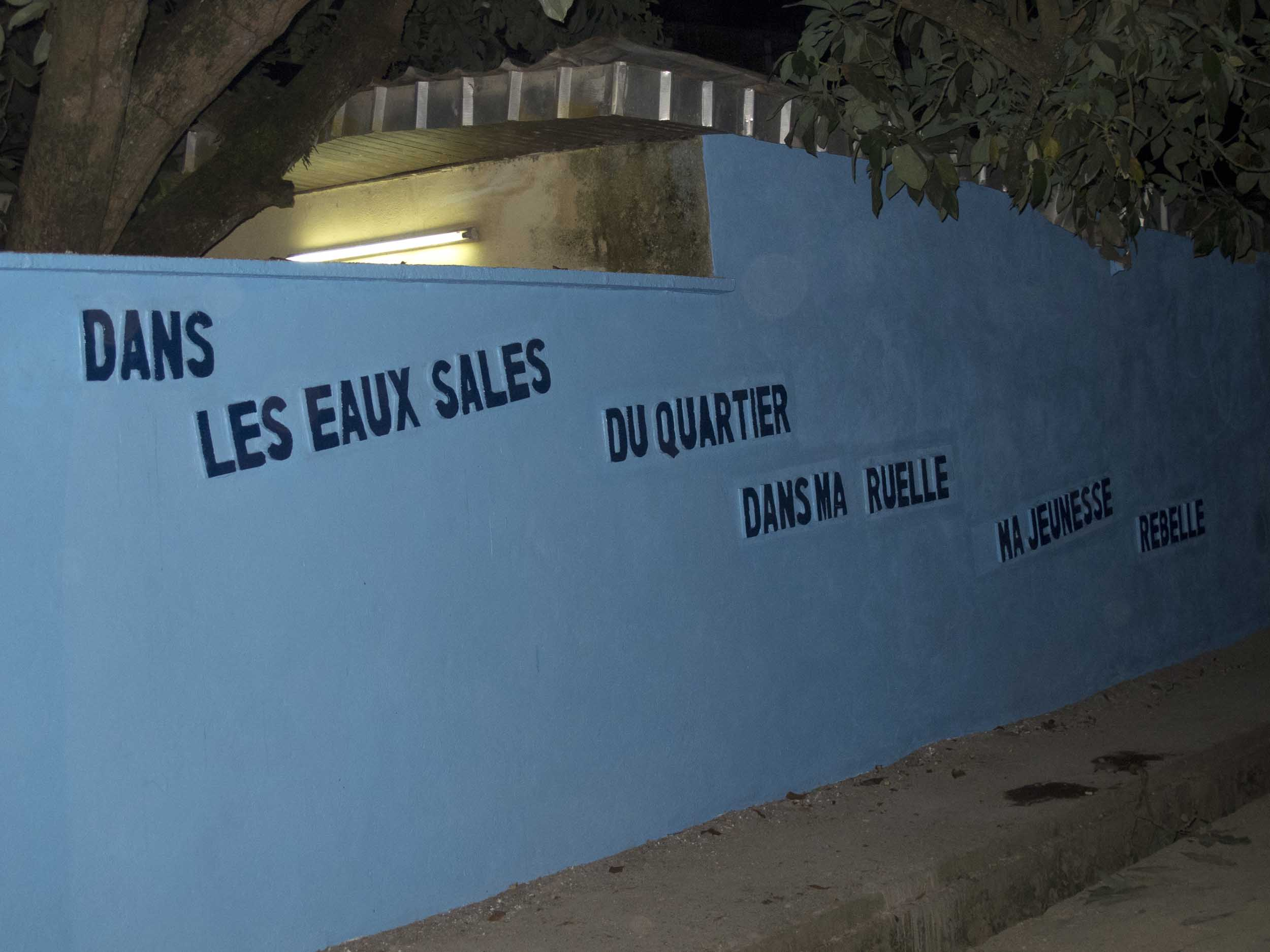